# Llew Patera
La Llew Patera è una struttura geologica della superficie di Io.